# Ермий Далматский
Е́рмий, Ерми́н, Ерм (др.-греч. ῾Ερμῆς) — апостол от семидесяти. Упоминается апостолом Павлом в его Послании к Римлянам: «Приветствуйте Асинкрита, Флегонта, Ерма, Патрова, Ермия и других с ними братьев». Упоминание его имени вместе с апостолом Ермом подтверждает, что это два разных лица.
Предание приписывает Ермию миссионерскую деятельность в Далматии, но никаких определённых сведений об этом не сохранилось кроме общих выражений в службе этому апостолу. В греческом Синаксаре сказано, что Ермий, после многих трудов и скорбей, скончался мирно.
Под авторством некого Ермия с II-III века сохранилось небольшое сочинение на греческом языке под названием: «Обличение языческих философов». Кто был Ермий, написавший это сочинение, где и в какое время он жил, нет никаких достоверных сведений, но так как в христианском мире с именем Ермия известен апостол Ермий, то некоторые и приписывают ему это сочинение, но без всяких оснований.
Память апостола Ермия совершается в православной церкви 8 (21) апреля вместе с апостолами Иродионом, Агавом, Руфом, Флегонтом и Асинкритом, 31 мая (13 июня), а также 4 (17) января в день Собора Апостолов от семидесяти.